# 엔데몰

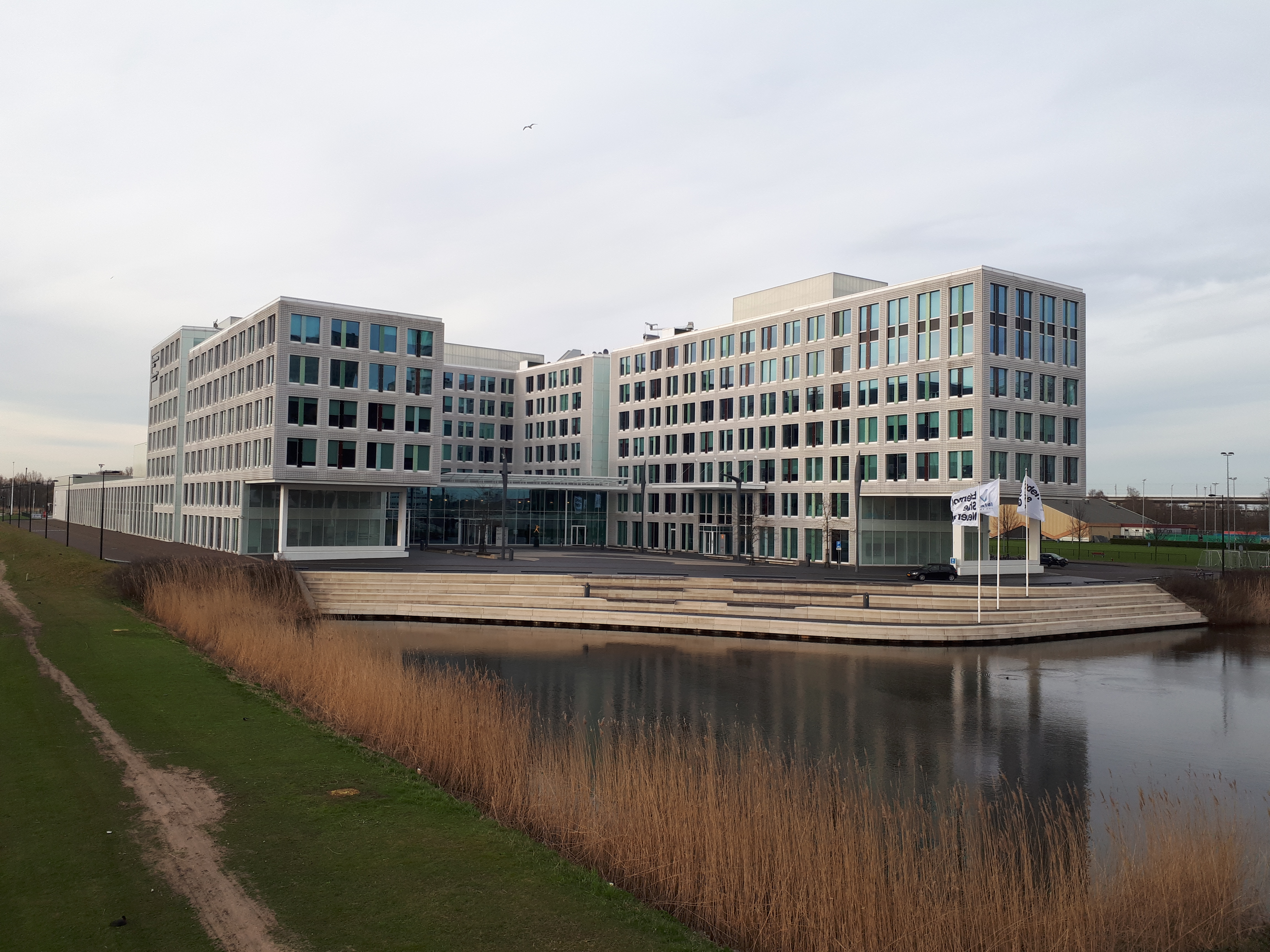

엔데몰(Endemol)은 네덜란드에 본사를 둔 텔레비전 제작 기업이다. 2007년 실비오 베를루스코니의 메디아셋 산하의 컨소시엄 에담 아퀴스티온에서 인수했으며, 2012년 아폴로 글로벌 매니지먼트에 인수되었다.
Endemol이 부채 계약을 위반할 것으로 예상되는 2011년에 대출 구조 조정이 계획되었다. [6] 6 월 30일, CEO Ynon Kreiz 가 회사를 떠나고 Endemol의 영국 자회사가 연간 계정을 제출하지 못한 것과 동시에 부채 계약이 위반되었다 . [7] 2012년 3월 23일, Endemol의 부채는 미국 사모펀드 회사 Apollo Global Management 에 의해 주식으로 전환되었다 . [8] 2012년 4월 3일 Mediaset은 Endemol의 대부분의 지분을 Apollo와 네덜란드 자산 관리자 Cyrte에 매각했으며 Endemol은 부채의 대부분을 재구성했다